# Flèche rouge
La Flèche rouge est un célèbre type d'automotrices des Chemins de fer fédéraux suisses (SBB-CFF-FFS).

## Historique
Dans les années 1930, les CFF envisagèrent de faire construire des véhicules automoteurs pour assurer le transport des voyageurs sur les lignes à basse fréquentation. Plusieurs exemplaires furent construits, mais le stade du prototype ne sera pas dépassé. La rentabilité espérée ne fut pas atteinte et de trop nombreuses pannes eurent raison du projet, et les véhicules furent attribués aux transports de groupes et voyages organisés.
Diverses configurations furent étudiées : caisse unique ou double, 2e ou 3e classe. En 1935, beaucoup de lignes régionales n'étaient pas encore aptes à la traction électrique, et on décida de réaliser deux « Flèches » à traction thermique qui furent électrifiés une quinzaine d'années plus tard. On a tendance à surnommer les Flèches rouges « autorails », mais seuls des engins totalement autonomes, donc à traction thermique et ne dépendant pas d'une ligne de contact, peuvent être considérés comme tels. Seuls les deux exemplaires précités peuvent donc prétendre au titre d'autorail.
À l'époque de leur construction, les CFF souhaitaient appliquer à leurs véhicules automoteurs une livrée rouge vif afin de les distinguer plus facilement. Cette livrée, appliquée à ces prototypes, et leur vitesse maximale de 125 km/h (ce qui à l’époque était rapide pour le service régional) décidèrent de leur surnom de « Flèches rouges ».

## Les sous-séries

### CLe 2/4 201 à 207

#### Historique
Les premières CLe 2/4, qui servirent indirectement de prototypes, furent livrées aux CFF en 1935 et, après une courte période d'essais, la 201 fut mise en service le 24 avril 1935, suivie par la 202 le 6 juin de la même année. Elles furent attachées au dépôt de Berne. Les numéros 203 à 206 furent mis en service entre le 17 avril et le 15 mai 1936 et la 207 suivit le 25 janvier 1938. Elles furent attachées aux dépôts de Berne, Lausanne et Zurich.
Au cours de leurs vies, elles changèrent souvent de dénominations et de numérotations. Dès 1937, alors que la 207 n'était pas encore livrée, elles ont été redessinées et prirent la dénomination de Re 2/4 nos 201 à 206.
À noter que durant la seconde guerre mondiale, 1939 - 1945, elles furent retirées du service et elles furent alors stockée dans leurs dépôts respectifs.
À la suite de la mise en service de la première Re 4/4I, elles furent alors nommées RCe 2/4 nos 601 à 607. Le 16 février 1956 la RCe 2/4 602 et la RCe 2/4 606 échangent leurs numéros.
Les RCe 2/4 nos 601 et 602 (ex 606) devinrent les RAe 2/4 nos 601 et 602 puis 1001 et 1002 en 1956 lors de la suppression de la 3e classe. Les nos 603 à 607 devinrent RBe 2/4 1003 à 1007.

#### Caractéristiques techniques
Voir ci-dessus

### RAe 2/4 1001 et 1002

#### Caractéristiques techniques
- Longueur hors tampons : 25 200 mm
- poids : 41 t
- puissance : 394 kW (536 ch)
- vitesse maximale : 125 km/h (limitée actuellement à 100 km/h pour des raisons de confort et pour ménager le matériel)

#### Destins

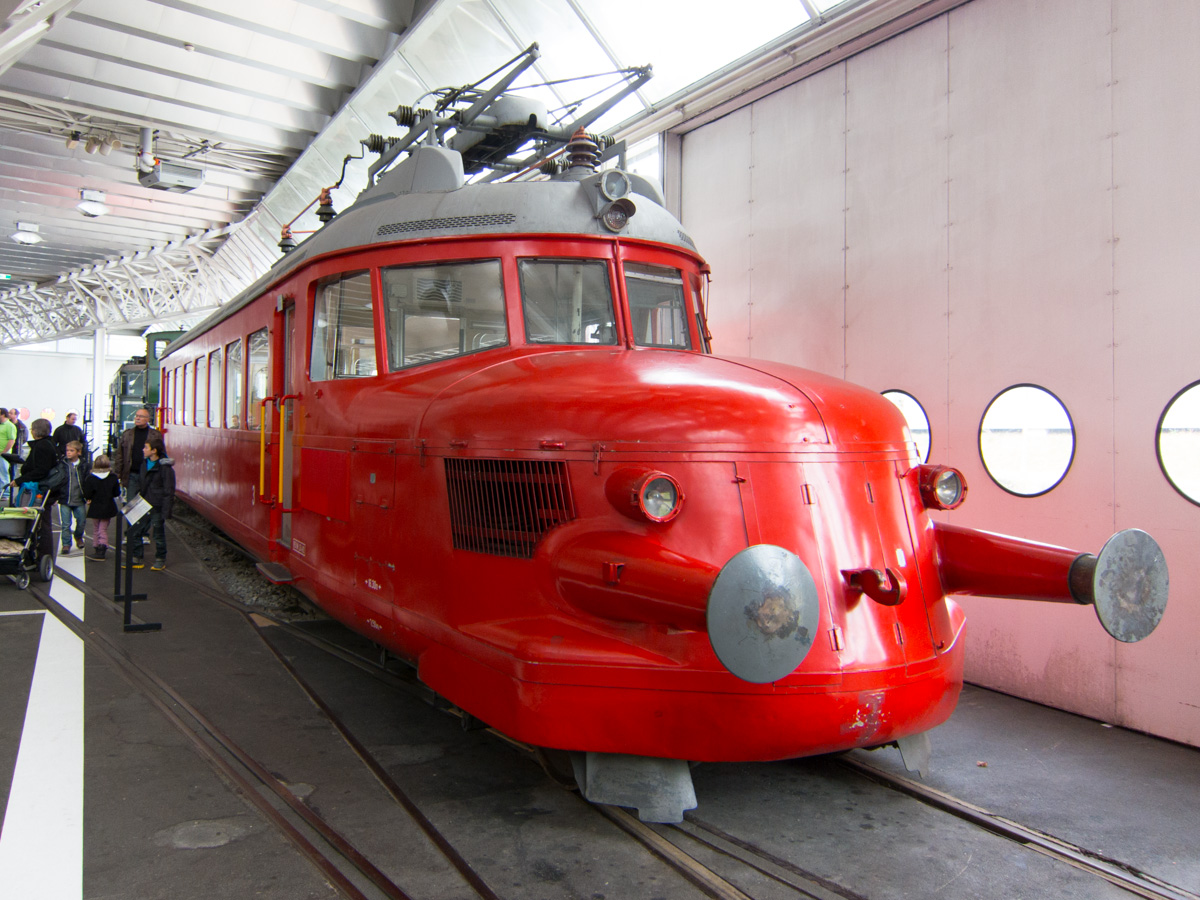
RCe 2/4 203.

La 1001 a servi comme un véhicule de prestige pour des occasions spéciales et fut attachée au dépôt de Berne. Entre 1996 et 1997, elle demeura attachée au dépôt de Winterthur. Depuis 2004, elle devint la propriété de SBB Historic et est à nouveau attachée au dépôt de Berne. À la suite d'un incident de son transformateur en 2008, elle possède maintenant celui de la 1003. La 1002 fut mise au rebut en août 1984, puis démolie.

### RBe 2/4 1003 à 1007

#### Caractéristiques techniques
- Longueur hors tampons : 22 400 mm
- poids : 38 t
- puissance : 394 kW (536 ch])
- vitesse maximale : 125 km/h

#### Destins

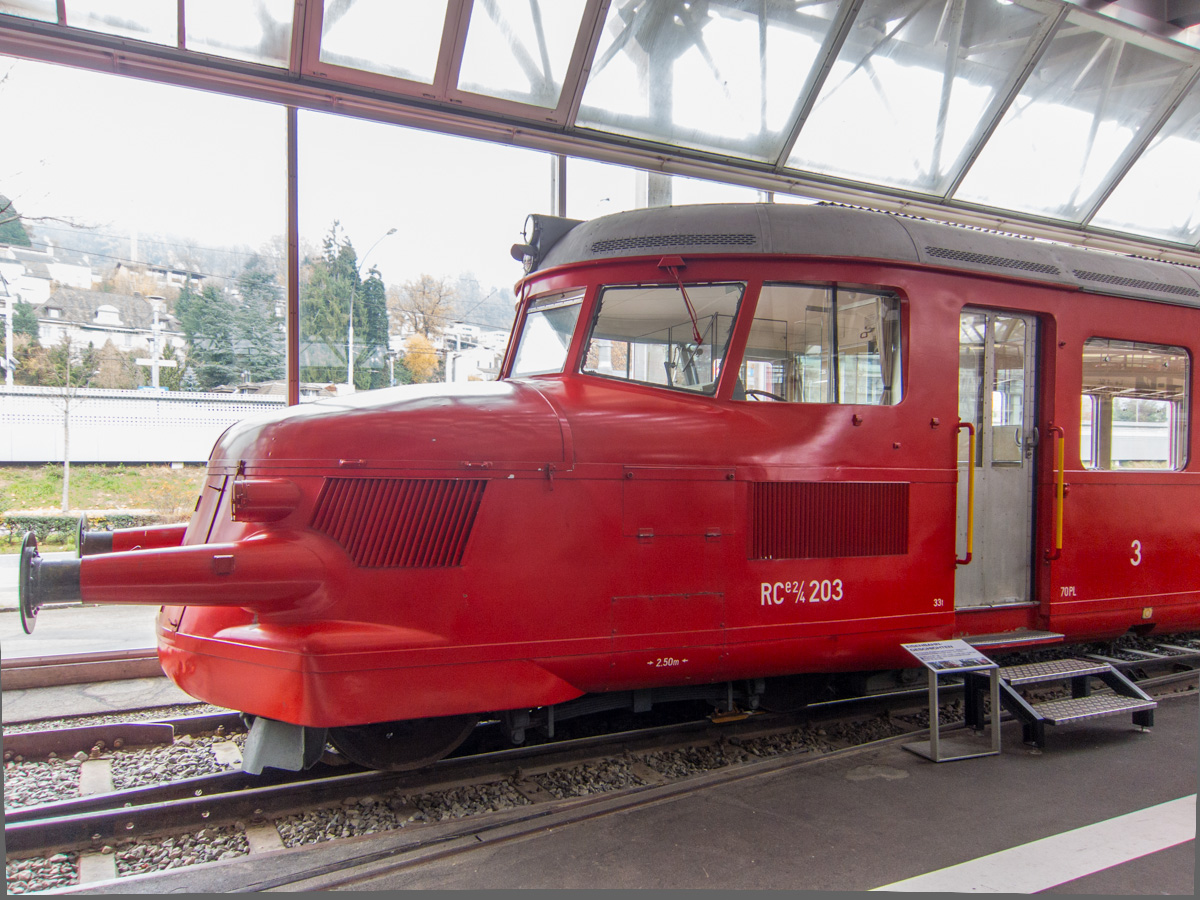
RCe 2/4 203.

La 1003 fut mise au rebut en janvier 1968, puis cédée au musée suisse des transports à Lucerne où elle demeure exposée sous la dénomination RCe 203. Elle n'est plus motorisée.
La 1004 fut mise au rebut en décembre 1968, puis démolie.
La 1005 fut mise au rebut le 30 novembre 1966 et démolie, suivie par la 1006 en décembre 1967.
La 1007 fut vendue au chemin de fer OeBB (Oensingen-Balsthal-Bahn) en janvier 1974. Elle arbora quelque temps une livrée bleue, d'où son surnom de « Flèche bleue », avant de retrouver sa couleur d'origine. Elle fait partie également de l'offre de Swisstrain pour ses trains historiques où elle est exploitée en collaboration avec l'OeBB.
Après une interruption de service de plus de trois ans, en raison de pannes de moteurs en 2018 et 2019, le RCe 2/4 607 des OeBB, après révision, réparation et peinture de couleur cramoisi, la Flèche rouge a été remise à disposition du public et elle peut être réservé pour des voyages dans toute la Suisse, à partir du 1er septembre 2023, pour un nombre de 48 personnes, qui pourront voyager entre 80 et 100 km/h. Oensingen-Balsthal-Bahn AG est responsable de l'organisation, de la communication et de la vente de voyages charters avec ou sans restauration.

### CLm 2/4 101 à 102

#### Historique
Les CLm 2/4 à traction thermique furent construites en 1935, puis furent converties à la traction électrique entre 1951 et 1953. Elles étaient reconnaissables aux capots de longueurs différentes : le capot côté cabine 2 mesurait presque un mètre de plus que celui de la cabine 1 et, jusqu'à, leur transformation, à l'absence de pantographe. Elles possédaient un moteur diesel Sulzer à six cylindres à quatre temps, alimenté par deux réservoirs de carburant et dont la capacité totale représentait 450 litres. Dès le printemps 1936, elles furent utilisées sur la ligne non électrifiée Soleure-Lyss-Payerne-Lausanne, mais seule la 101 roulait, alors que la 102 servait comme véhicule de réserve. Bien que leur vitesse maximale était de 125 km/h, elles roulaient à 100 km/h en vitesse commerciale.
Ces automotrices changèrent plusieurs fois leurs dénominations et leurs numérotations. De la CLm 2/4 101 et 102, elles passèrent en 1937 Rm 2/4 101 et 102. Entre 1947 et 1948, elles prirent la dénomination RCm 2/4 611 et 612. À la suite de leurs transformations en 1951 et 1953, elles devinrent CRe 2/4 611 et 612. À noter que la 611 changeait presque toutes les années de dépôt d'attache, alors que la 612 ne fut transférée qu'une seule fois de Bellinzone à Olten. Avec la dissolution de la troisième classe en 1959, elles étaient devenues RBe 2/4 1008 et 1009.

#### Caractéristiques techniques
- Longueur hors tampons : 22 310 mm, après transformations : 23 380 mm
- Poids : 34,2 t, après transformations : 40 t
- Poids du moteur : 2 200 kg
- Puissance : 214 kW (à 1200 tr/min), après transformations : 260 kW
- Vitesse maximale : 125 km/h, après transformations : 110 km/h
- Places assises : 65
- Places debout : 35

#### Destin
- Elles furent mises au rebut juste après l'exposition nationale de 1964 et démolies en 1965.

### RAe 2/4 1010 «Flèche du Jura»

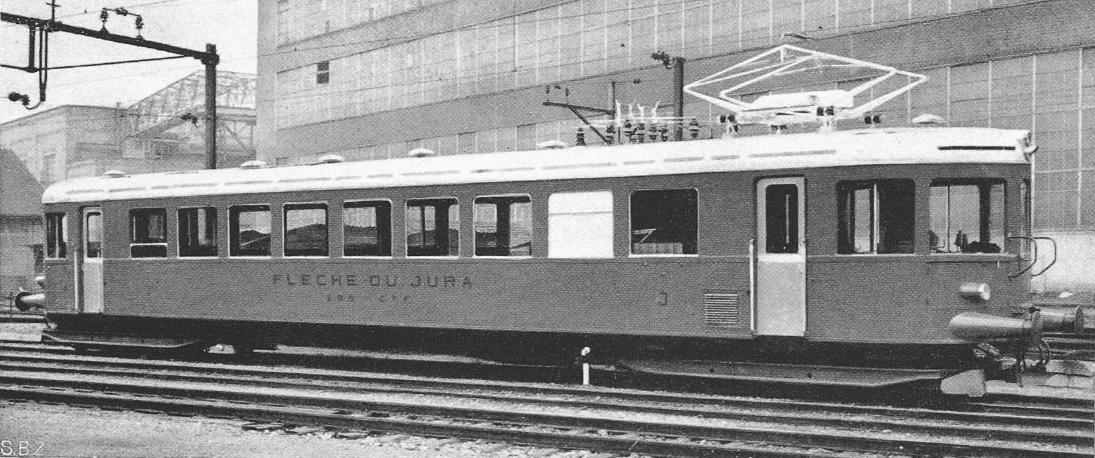
Ce 2-4 Flèche du Jura.

#### Historique
La RAe 2/4 1010 « Flèche du Jura » fut construite en 1937 et elle s'apparentait techniquement aux flèches rouges des CFF, mais différait de celles-ci par son design (elle n'avait pas de capot) et sa couleur. Son nom était peint en jaune et figurait sur les deux côtés de sa caisse au-dessus de SBB-CFF. Elle fut mise en service le 22 mai 1937 sur la ligne Saint-Imier - La Chaux-de-Fonds. Les 27 et 28 octobre 1938, elle fit des courses d'essais sur le trajet Bienne - Saint-Imier - La Chaux-de-Fonds et fut inaugurée le 24 novembre de la même année. Elle roula ainsi, reliant également Neuchâtel, entre 1938 à 1954 et fut ensuite utilisée sur diverses lignes des CFF. Tout d'abord sur la Ligne du Tonkin, entre Saint-Maurice et Le Bouveret, puis sur des lignes secondaires de la Suisse orientale.

#### Caractéristiques techniques
- Longueur hors tampons : 22 620 mm
- Poids : 44 t
- Puissance : 440 kW (600 ch)
- Vitesse maximale : 110 km/h
- Places assises : 72
- Places debout : 28

#### Destin
Dans ses derniers jours, elle faisait encore la navette entre la gare de Rorschach et celle de son port. Elle fut mise hors service le 31 mai 1977 et fut envoyée à la ferraille.

### RAe 4/8 1021 «Churchill»

#### Historique
La RAe 4/8 fut construite en 1939 sous la dénomination de Re 4/8 no 301 à l'occasion de l'exposition nationale de Zurich, où d'ailleurs était exposée l'Ae 8/14 11852. Sa couleur rouge vif la différenciait du rouge foncé utilisé pour les RAe et RBe 2/4. Chose peu courante, au centre du véhicule se situe un bar. Pendant la seconde guerre mondiale, l'armée suisse eut l'intention de la transformer en simple fourgon à bagages, mais ce plan n'a jamais abouti. En 1944, elle reçut la désignation de RBe 4/8. En septembre 1946, elle accueillit l'ex-Premier ministre du Royaume-Uni Winston Churchill lors d'une visite officielle et devint la Flèche « Churchill » en cet honneur. Elle se rechangea en RBe 4/8 no 651 en 1948 et, après la suppression de la troisième classe en 1959, elle devint RAe 4/8 no 1021.

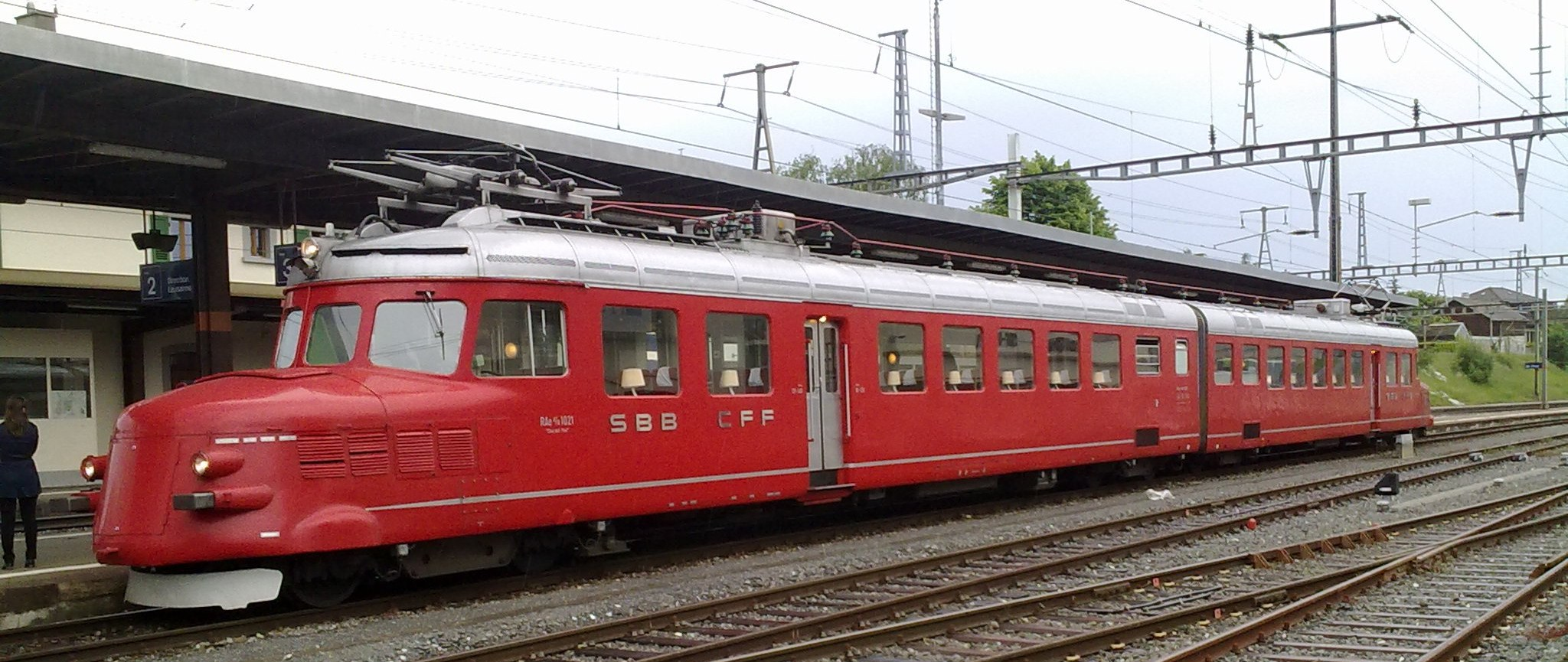
Flèche rouge RAe 4/8 1021 à Saint-Prex (14.5.2011).

#### Destin
Elle fut mise hors service le 31 décembre 1979, puis rachetée par une agence de voyages dans le canton de Thurgovie, filiale du MThB (Mittelthurgaubahn). Elle fut alors restaurée et, dès 1996, roula sous l’appellation UIC MThB 506 605. Les CFF la reprirent lors de la faillite du MThB en 2003. Après une grande révision aux ateliers des CFF, c'est en 2004 qu'elle devint véhicule historique de RailAway et il y a possibilité de la louer pour un train spécial.

### RAe 4/8 1022 et 1023

#### Historique
Les « flèches rouges doubles » furent construites en 1953 et étaient dénommées RBe 4/8 nos 661 et 662. Elles avaient la particularité de ne pas posséder les capots allongés si typiques aux flèches rouges.
Les CFF reçurent la 661 le 4 juillet 1953 et elle fut attachée au dépôt de Lausanne. Elle fut ensuite transférée au dépôt de Lyss et assurait un service journalier de 530 kilomètres, une valeur presque inaccessible pour l'époque.
La 662, reçue le 19 août 1953, fut attachée au dépôt de Lucerne, puis au dépôt de Bellinzone. Elle assurait des trains voyageur entre Chiasso et Airolo pour un service journalier de 530 kilomètres.
En 1956, à la suite de la suppression de la troisième classe, elles devinrent RBe 4/8, puis, en 1959, elles changèrent de numéros et prirent les nos 1022 et 1023.

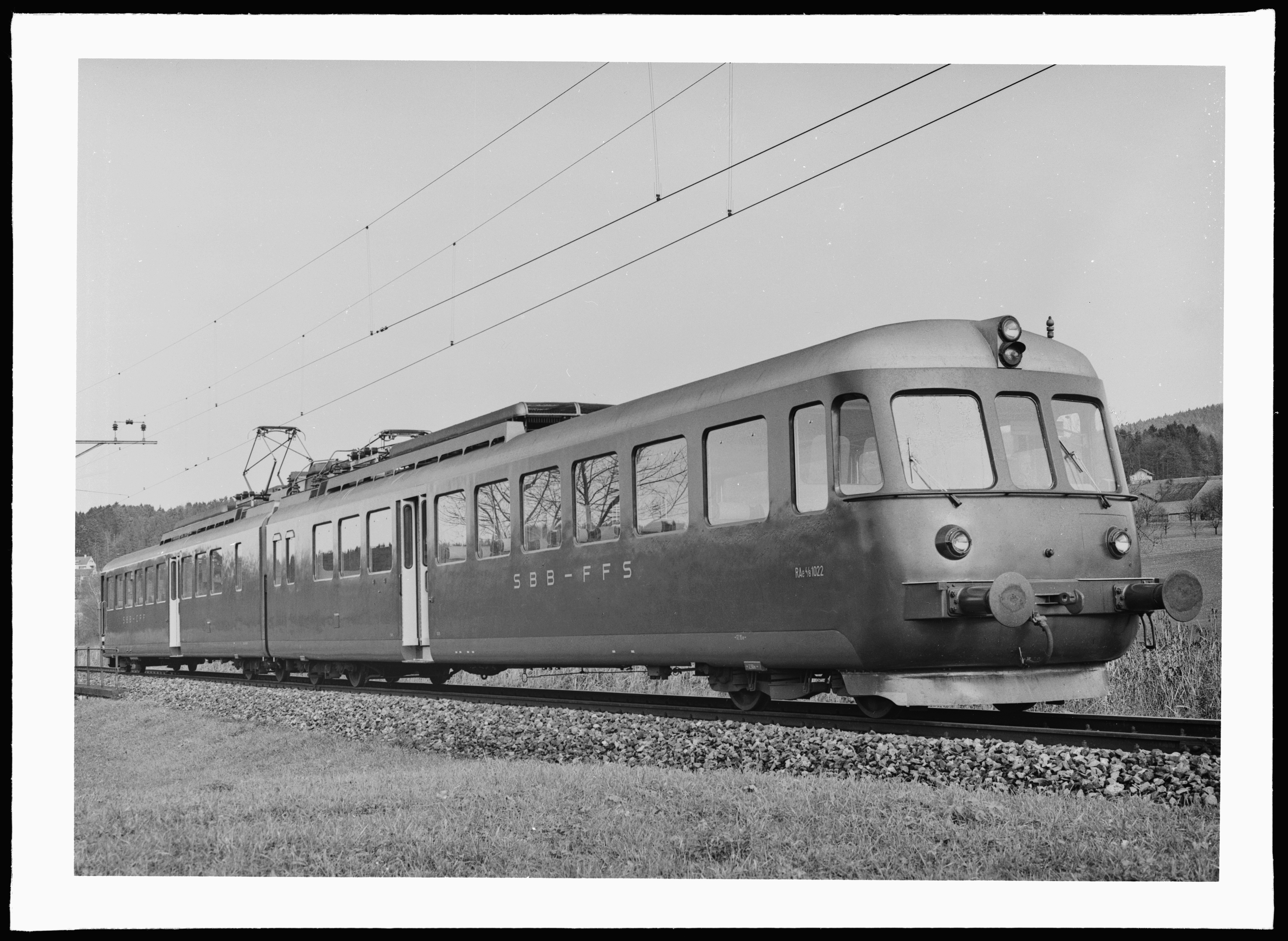
La RAe 4/8 1022

#### Destin
La RAe 1022 fut mise hors service en 1980 à la suite d'un accident. Elle aurait dû rejoindre le musée des transports de Lucerne, mais cela n'a pas pu être possible et elle fut alors stockée en différents endroits. En mars 1985, elle fut envoyée à la ferraille. Dès le milieu de l'année 1985, le sort de la 1023 demeurait incertain et, à la suite d'un incendie en novembre de la même année, elle fut définitivement mise hors service.

## Modélisme ferroviaire
Leur silhouette et leur couleur si typiques (et le fait qu'il n'était pas nécessaire pour les parents d'acheter d'autres wagons) firent que rapidement des fabricants de modélisme ferroviaire en proposèrent à leur catalogue. C'est le cas entre autres de :
- Märklin, HAG, Kleinbahn, Trix, Fulgurex (échelle HO)
- WESA, (firme suisse des années 50/60, échelle TT)
- Kato, Hobbytrain, Fulgurex, BW (échelle N)
- Märklin Z (échelle Z)